# Лоххаузен

План города Лоххаузен по русскому изданию книги Д. Дёрнера

«Лоххаузен» (нем. Lohhausen) — психологический эксперимент по изучению решения комплексных проблем, проведённый в 1983 году немецким психологом Дитрихом Дёрнером. В рамках эксперимента был смоделирован виртуальный город Лоххаузен, которым управляли испытуемые. Разработанная для эксперимента компьютерная программа считается одной из предтеч стратегических игр в жанре градостроительный симулятор.
Данный эксперимент Д. Дёрнера является наиболее известным, так как именно в нём были впервые выявлены эффекты, встречающиеся в процессе решения комплексных проблем.

## Описание Лоххаузена
Лоххаузен — несуществующий в реальности город, в котором проживает примерно 3700 человек. Он расположен где-то в Среднегерманских горах. Основной промышленный объект Лоххаузена — часовая фабрика. В городе также есть такие учреждения, как банк, магазины, небольшие гостиницы и т. д.

## Описание эксперимента
Лоххаузен был смоделирован при помощи компьютера. Он представляет собой динамическую модель, предназначенную для исследования характеристик мышления и планирования у испытуемых. В эксперименте приняло участие 48 испытуемых. Каждому испытуемому предстояло выступить в роли бургомистра Лоххаузена, выбранного на десятилетний срок и обладающего большими полномочиями. Испытуемым предоставили большую свободу действий для того, чтобы поспособствовать максимально разнообразным решениям и выявить особенности поведения, которые не проявляются в обычных условиях.

## Результаты эксперимента
По итогам эксперимента одна часть испытуемых справилась со своей задачей довольно успешно, а другая часть — не столь хорошо. Успешность испытуемых оценивалась, исходя из показателя удовлетворённости жителей города. Этот показатель рассчитывался раздельно по группам населения. Отдельные социальные показатели: уровень жизни, ситуация на рынке труда, жилищная ситуация, уровень преступности и т. д. переводились в цифры, а затем суммировались с учётом сравнительной важности показателей.
В результате выявились чёткие различия в особенностях мышления и планирования между «хорошими» и «плохими» испытуемыми. «Хорошие» испытуемые принимали больше решений, чем «плохие». При подсчёте, сколько «намерений», «замыслов» и «целей» стояло за каждым решением, у «хороших» испытуемых на одно решение оказалось существенно больше намерений. Также было отмечено, что испытуемые, зарекомендовавшие себя в качестве хороших управленцев, могли быстро выявлять наиболее острые, нуждающиеся в немедленном решении проблемы города.
Детальный анализ протоколов, в которых фиксировалось «мышление вслух», позволил выявить ещё более существенные различия между успешными и неуспешными испытуемыми. Обе группы одинаково часто выдвигали различные гипотезы, но при этом «хорошие» испытуемые проверяли свои гипотезы с помощью вопросов, а «плохие» не делали этого.
Также выяснилось, что более успешные участники эксперимента чаще задавали вопрос «почему?», а менее успешные — вопрос «есть ли?». «Хорошие» испытуемые чаще искали причинно-следственные связи, в то время как «плохие» не стремились связывать события друг с другом. Кроме того, «плохие» бургомистры, пытаясь решить проблему и встречая на своём пути препятствия, часто оставляли её и переходили к следующей. Недостаточно успешные участники эксперимента чаще своих более успешных коллег отвлекались от своих текущих дел.
Также были выявлены различия между «хорошими» и «плохими» испытуемыми в степени самокритичности. Первые часто высказывали критические мнения по поводу своих действий и пытались изменить свои поступки, последние, напротив, не пытались что-либо менять в своих действиях. «Плохие» испытуемые также часто перекладывали ответственность за принятие сложных решений на кого-либо другого.

## Выводы
Дитрих Дёрнер приходит к выводу, что успешность испытуемых зависит от особенностей их мышления. В частности, успешные испытуемые действуют более комплексно. Они способны учитывать в своих решениях различные аспекты целостной системы. В сложных сетевых системах такое поведение более продуктивно, чем изолированное рассмотрение отдельных аспектов.
Автор эксперимента также связывает различные варианты поведения испытуемых с их способностью выносить неопределённость. Неудовлетворительные результаты части испытуемых могут быть объяснены тенденцией их мышления не замечать свою беспомощность в трудной ситуации и уходить из неё в определённость и самоуверенность.